# 공용체 (컴퓨터 과학)
컴퓨터 과학에서 유니언(영어: Union)는 같은 메모리 주소 안에서 여러 형식을 가질 수 있는 값을 가리킨다. 일부 프로그래밍 언어는 이러한 값을 지원하기 위한 특별한 자료형을 가지고 있는데, 이것을 공용체(영어: union type)라 부른다. 공용체는 타입 이론에서 합타입(영어: sum type)을 가리키며, 수학에서의 분리 합집합(영어: disjoint union)과 같은 것이다.